# Halodromus deltshevi
Halodromus deltshevi is een spinnensoort in de taxonomische indeling van de renspinnen (Philodromidae).
Het dier behoort tot het geslacht Halodromus. De wetenschappelijke naam van de soort werd voor het eerst geldig gepubliceerd in 2009 door Muster.